# Ингур (приток Тапсуя)
Ингур — река в Советском районе Ханты-Мансийского автономного округа. Устье реки находится в 205 км от устья Тапсуя по левому берегу. Длина реки составляет 34 км.
- В 1 км от устья, по левому берегу впадает Хола.
- В 13 км от устья, по правому берегу впадает Ингуркелыхсос.

## Данные водного реестра
По данным государственного водного реестра России относится к Нижнеобскому бассейновому округу, водохозяйственный участок реки — Северная Сосьва, речной подбассейн реки — Северная Сосьва. Речной бассейн реки — (Нижняя) Обь от впадения Иртыша.
Код объекта в государственном водном реестре — 15020200112115300024222.